# Contea di Clay (Dakota del Sud)
La contea di Clay (in inglese Clay County) è una contea dello Stato USA del Dakota del Sud. Il nome le è stato dato in onore di Henry Clay, famoso statista statunitense. Al censimento del 2000 la popolazione era di 13 537 abitanti. Il suo capoluogo è Vermillion.

## Geografia fisica
L'U.S. Census Bureau certifica che l'estensione della contea è di 1079 km², di cui 1066 km² composti da terra e 13 km² composti di acqua.

## Infrastrutture e trasporti

### Strade
- South Dakota Highway 19
- South Dakota Highway 46
- South Dakota Highway 50

## Contee confinanti
- Contea di Turner, Dakota del Sud - nord
- Contea di Lincoln, Dakota del Sud - nord-est
- Contea di Union, Dakota del Sud - est
- Contea di Dixon, Nebraska - sud-est
- Contea di Cedar, Nebraska - sud-ovest
- Contea di Yankton, Dakota del Sud - ovest

## Maggiori città

### Township
La contea è divisa in 12 township:
- Bethel
- Fairview
- Garfield
- Glenwood
- Meckling
- Norway
- Pleasant Valley
- Prairie Center
- Riverside
- Spirit Mound
- Star
- Vermillion

### Città
- Irene
- Vermillion
- Wakonda

## Storia
La Contea di Clay venne istituita nel 1859.